# Wojna z Tenkterami i Chattami
Wojna z Tenkterami i Chattami – wojna Rzymian z germańskimi plemionami Tenkterów i Chattów, która miała miejsce w roku 10 p.n.e.
Wiosną 10 p.n.e. Druzus rozpoczął kampanię skierowaną przeciwko plemionom Tenkterów i Chattów. Rzymianie skierowali się w kierunku rzeki Men, 120 km na południe od rzymskiego obozu zimowego. Podczas kampanii Rzymianie oraz ich sojusznicy toczyli z Germanami uporczywe walki, ponosząc znaczne straty. Chattowie, broniąc przejść przez wąwozy atakowali znienacka rozproszone oddziały rzymskie. W decydującej bitwie, Rzymianom udało się w końcu ostatecznie pokonać przeciwnika. W boju zginąć miał wódz Chattów, pokonany własnoręcznie przez Druzusa. Po tej klęsce Tenkterowie i Chattowie złożyli broń, wydając Rzymianom zakładników. Ziemie pomiędzy Renem a Wezerą dostały się we władanie Rzymu.